# Йохан I фон Хоенфелс
Йохан I фон Хоенфелс (на немски: Johann I von Hohenfels; * пр. 1479; † 1501/сл. 25 август 1516) е господар на замък Хоенфелс в ландграфство Хесен-Дармщат и на господството Райполтскирхен в Рейнланд-Пфалц. Фамилията фон Хоенфелс е странична линия на господарите фон Боланден.

## Произход и наследство
Той е син на Еберхард II фон Хоенфелс († сл. 1464) и съпругата му Ирмгард фон Грайфенклау († сл. 1468), дъщеря на Фридрих фон Грайфенклау († 1459) и Алайд фон Лангенау († 1453). Внук е на Еберхард I фон Хоенфелс († 1432) и Уда фон Кирбург. Брат е на Фридрих фон Хоенфелс († сл. 1457), домхер в Трир, и на Еберхард фон Хохенфелс († 10 февруари 1515), домхер в Лонгуйон (1468), архдядон там (1470), домхер във Вормс (1473), катедрален дякон в Трир (1480 – 1493), катедрален приор в Трир (1503).
Резиденцията е водният замък Райполтскирхен. Родът фон Хоенфелс измира през 1602 г. с Йохан III (внук на Йохан II фон Хоенфелс). Според завещание от 1603 г. чрез графиня Амалия фон Даун-Фалкенщайн, майка на последния Хоенфелс, замъкът отива след нейната смърт през 1608 г. на братята ѝ Емих и Себастиан, графове фон Даун-Фалкенщайн. Имперското господство Райполтскирхен съществува до 1792 г.

## Фамилия
Йохан I фон Хоенфелс се жени пр. 1492 г. за графиня Валпурга фон Лайнинген-Риксинген († сл. 1492), наследничка на половин Форбах, дъщеря на граф Ханеман фон Лайнинген-Риксинген († 1506/1507) и Аделхайд фон Зирк († сл. 1508) и внучка на граф Йохан фон Лайнинген-Риксинген († 1442/1445). Те имат децата:
- Волфганг фон Хоенфелс († 1538), господар на Хоенфелс-Форбах-Райполтскирхен-Риксинген, женен на 17 ноември 1516 г. в Райполтскирхен за Катарина фон Раполтщайн († 26 юли 1519), родители на Йохан II фон Хоенфелс († 1573)
- Ханеман фон Хоенфелс († 1512), господар на Райполтскирхен
- Валпурга фон Хоенфелс († сл. 1525), омъжена за Йохан фон дер Хаубен
- Барбара фон Хоенфелс († 1537), от 1494 г. монахиня в Розентал близо до Кирххаймболанден
- Елехим фон Хоенфелс (* пр. 1494), от 1494 г. монахиня в Розентал близо до Кирххаймболанден
- Ирмгард фон Хоенфелс († 1530), от 1494 г. монахиня в Розентал близо до Кирххаймболанден